# Little Harle
Little Harle var en civil parish 1866–1958 när det uppgick i Kirkwhelpington, i grevskapet Northumberland i England. Civil parish var belägen 18 km från Hexham och hade 24 invånare år 1951.